# Fubuki (tàu khu trục Nhật) (1927)
Fubuki (tiếng Nhật: 吹雪) là một tàu khu trục hạng nhất của Hải quân Đế quốc Nhật Bản, là chiếc dẫn đầu của lớp Fubuki bao gồm hai mươi bốn chiếc được chế tạo sau khi Chiến tranh Thế giới thứ nhất kết thúc. Khi được đưa vào hoạt động, những con tàu này là những tàu khu trục mạnh mẽ nhất thế giới. Chúng phục vụ như những tàu khu trục hàng đầu trong những năm 1930, và tiếp tục là những vũ khí lợi hại trong cuộc Chiến tranh Thái Bình Dương. Fubuki là một cựu binh của nhiều trận hải chiến trong năm đầu tiên của chiến tranh, và đã bị đánh chìm tại eo biển Đáy Sắt trong Trận chiến mũi Esperance trong Chiến tranh Thế giới thứ hai.

## Thiết kế và chế tạo
Việc chế tạo lớp tàu khu trục Fubuki tiên tiến được chấp thuận vào năm tài chính 1923 như một phần của chương trình có tham vọng cung cấp cho Hải quân Đế quốc Nhật Bản một ưu thế về chất lượng so với những tàu chiến hiện đại nhất của thế giới. Khả năng thể hiện của lớp Fubuki là một bước nhảy vọt so với các thiết kế tàu khu trục trước đó, nên chúng được gọi là các "tàu khu trục đặc biệt" (tiếng Nhật: 特型 - Tokugata). Kích thước lớn, động cơ mạnh mẽ, tốc độ cao, bán kính hoạt động lớn và vũ khí trang bị mạnh chưa từng có khiến cho các tàu khu trục này có được hỏa lực tương đương nhiều tàu tuần dương hạng nhẹ của hải quân các nước khác. Fubuki được chế tạo tại Xưởng hải quân Maizuru, được đặt lườn vào ngày 19 tháng 6 năm 1926. Fubuki được hạ thủy vào ngày 15 tháng 11 năm 1927 và đưa ra hoạt động vào ngày 10 tháng 8 năm 1928. Nguyên được dự định mang số hiệu đơn giản là "Tàu khu trục số 35", con tàu được hoàn tất dưới tên gọi Fubuki.

## Lịch sử hoạt động
Vào lúc xảy ra cuộc tấn công Trân Châu Cảng, Fubuki được phân về Hải đội Khu trục 11 ở Đội khu trục 3 trực thuộc Hạm đội 1 Hải quân Đế quốc Nhật Bản, và được bố trí từ Quân khu Hải quân Kure đến cảng Samah trên đảo Hải Nam. Từ ngày 4 tháng 12 năm 1941 đến ngày 30 tháng 1 năm 1942, Fubuki nằm trong thành phần lực lượng hộ tống cho các tàu tuần dương hạng nặng Suzuya, Kumano, Mogami và Mikuma hoạt động ngoài khơi Samah và vịnh Cam Ranh ở Đông Dương thuộc Pháp nhằm hỗ trợ cho các chiến dịch đổ bộ lên Malaya, Borneo và quần đảo Anambas; Fubuki từng hộ tống các đoàn tàu vận tải chuyển binh lính một thời gian ngắn vào giai đoạn này.
Vào ngày 10 tháng 1 năm 1942, Fubuki trợ giúp cho các tàu khu trục Asakaze và Hatakaze trong việc cứu vớt những người sống sót từ chiếc tàu vận tải Akita Maru bị chìm do trúng ngư lôi. Vào ngày 27 tháng 1, Fubuki và đoàn tàu vận tải mà tàu Fubuki hộ tống bị các tàu khu trục HMS Thanet và HMAS Vampire tấn công ở cách 148 km (80 hải lý) về phía Bắc Singapore trong trận chiến ngoài khơi Endau, và ngư lôi của Fubuki đã giúp vào việc đánh chìm Thanet. Từ ngày 13 đến ngày 18 tháng 2, Fubuki tham gia các cuộc chiếm đóng Bangka-Palembang và tham gia vào việc tấn công các tàu bè Đồng Minh chạy thoát từ Singapore: Fubuki đã trợ giúp vào việc đánh chìm hay bắt giữ ít nhất bảy tàu đối phương.
Vào ngày 27 tháng 2, Fubuki tham gia lực lượng tấn công khu vực phía Tây Java. Ngày 1 tháng 3, Fubuki đã có mặt trong trận chiến eo biển Sunda, nơi tàu đã trợ giúp vào việc đánh chìm tàu tuần dương Australia HMAS Perth và tàu tuần dương Hoa Kỳ USS Houston. Fubuki được cho là đã có lỗi trong việc phóng một loạt ngư lôi gây ra tai nạn làm chìm bốn tàu vận tải và một tàu quét mìn Nhật Bản trong trận này, nhưng những nghiên cứu gần đây cho thấy tàu tuần dương Mogami có thể mới thực sự là tàu có lỗi.
Ngày 12 tháng 3, Fubuki hộ tống cho lực lượng hỗ trợ của Đô đốc Jizaburo Ozawa trong việc chiếm đóng khu vực phía Bắc Sumatra. Vào ngày 23 tháng 3, tàu đã hộ tống cho lực lượng hỗ trợ của Đô đốc Ozawa chiếm đóng quần đảo Andaman; sau đó tiến hành các hoạt động tuần tra và hộ tống ngoài khơi Port Blair trong các đợt không kích tại Ấn Độ Dương. Từ ngày 13 đến ngày 22 tháng 4, tàu di chuyển từ Singapore quay trở về Nhật Bản ngang qua vịnh Cam Ranh, đi vào Xưởng hải quân Kure để bảo trì.
Trong các ngày 4-5 tháng 6 năm 1942, Fubuki tham gia trận Midway trong thành phần hộ tống cho lực lượng chủ lực của Đô đốc Isoroku Yamamoto. Tàu đã tiến hành các hoạt động phòng không chống lại các cuộc không kích của Đồng Minh, vốn đã đánh chìm Mikuma và làm hư hại nặng Mogami.
Từ ngày 30 tháng 6 đến ngày 2 tháng 7, Fubuki hộ tống một đoàn tàu vận tải chuyển binh lính từ Kure đến Amami-Ōshima, rồi tiến hành tuần tra chống tàu ngầm tại đây. Từ ngày 17 đến ngày 31 tháng 7, Fubuki di chuyển từ Amami-Ōshima ngang qua Mako, Singapore và Sabang đến Mergui thuộc Miến Điện để dự định tiến hành một đợt không kích Ấn Độ Dương thứ hai, nhưng bị hủy bỏ do sự kiện Mỹ tấn công Guadalcanal. Từ ngày 8 đến ngày 17 tháng 8, Fubuki di chuyển từ Mergui ngang qua Makassar đến Davao.
Từ ngày 19 đến ngày 23 tháng 8, Fubuki hộ tống một đoàn tàu vận tải chuyển binh lính từ Davao đến Truk, rồi được gửi đến tham gia các hoạt động tại chiến trường quần đảo Solomon. Trong các ngày 27 đến 31 tháng 8, Fubuki hộ tống chiếc tàu vận tải Sado Maru từ Rabaul đến quần đảo Shortland, rồi tiếp nối bằng hai chuyến đi "Tốc hành Tokyo" chuyển binh lính đến Guadalcanal.
Ngày 2 tháng 9, Fubuki nằm trong thành phần lực lượng bắn phá sân bay Henderson tại Guadalcanal để hỗ trợ cho chiếc Tsugaru vận chuyển binh lính; rồi thêm một chuyến đi vận chuyển vào ngày 5 tháng 9 và một nhiệm vụ tấn công khác vào ngày 8 tháng 9. vào ngày 12-13 tháng 9, Fubuki bắn pháo xuống các vị trí trú đóng của Thủy quân Lục chiến Mỹ trên đảo Guadalcanal hỗ trợ cho cuộc tấn công của Kawaguchi. Tàu được tiếp nối bằng năm chuyến đi vận chuyển binh lính tăng cường đến Guadalcanal vào các ngày 13 và 16 tháng 9, 1, 4 và 7 tháng 10.
Vào ngày 11 tháng 10, vận may của Fubuki kết thúc trong trận chiến mũi Esperance. Fubuki bị đánh chìm bởi hải pháo của lực lượng tàu tuần dương-tàu khu trục Mỹ ngoài khơi mũi Esperance ở tọa độ 09°06′N 159°38′Đ / 9,1°N 159,633°Đ. Có 109 thành viên thủy thủ đoàn sống sót được tàu khu trục Mỹ USS McCalla và các tàu khu trục/quét mìn USS Hovey và USS Trever cứu vớt. Tuy nhiên, chỉ huy của Fubuki, thuyền trưởng Thiếu tá Hải quân Shizuo Yamashita đã tử trận trong trận chiến.
Fubuki được rút khỏi danh sách Đăng bạ Hải quân vào ngày 15 tháng 11 năm 1942.

## Danh sách thuyền trưởng
- Trung tá Tokujiro Yokoyama (sĩ quan trang bị trưởng): 1 tháng 2 năm 1928 - 10 tháng 7 năm 1928
- Trung tá Tokujiro Yokoyama: 10 tháng 7 năm 1928 - 10 tháng 12 năm 1928
- Trung tá Yuzo Ishido: 10 tháng 12 năm 1928 - 30 tháng 11 năm 1929
- Thiếu tá Tsutatsu Higuchi: 30 tháng 11 năm 1929 - 31 tháng 10 năm 1931
- Thiếu tá Keizo Sato: 31 tháng 10 năm 1931 - 1 tháng 7 năm 1932
- Thiếu tá Hachiro Naotsuka: 1 tháng 7 năm 1932 - 15 tháng 11 năm 1933
- Thiếu tá Yasuji Hirai: 15 tháng 11 năm 1933 - 15 tháng 10 năm 1935; thăng Trung tá 15 tháng 11 năm 1934
- Trung tá Torajiro Sato: 15 tháng 10 năm 1935 - 9 tháng 11 năm 1935
- Trung tá Hironosuke Ueda: 9 tháng 11 năm 1935 - 16 tháng 11 năm 1936
- Thiếu tá Kiyota Kitagawa: 16 tháng 11 năm 1936 - 15 tháng 11 năm 1937; thăng Trung tá 1 tháng 12 năm 1936
- Thiếu tá Tomozo Fujita: 15 tháng 11 năm 1937 - 4 tháng 2 năm 1938
- Thiếu tá Tatsutaro Yamada: 4 tháng 2 năm 1938 - 15 tháng 11 năm 1938
- Thiếu tá Tsuneo Orita: 15 tháng 11 năm 1938 - 15 tháng 12 năm 1938
- Trung tá Kiichiro Wakida: 15 tháng 12 năm 1938 - 10 tháng 10 năm 1939
- Thiếu tá Shizuo Okayama: 10 tháng 10 năm 1939 - 15 tháng 10 năm 1940
- Thiếu tá Shizuo Yamashita: 15 tháng 10 năm 1940 - 11 tháng 10 năm 1942; thăng Trung tá 1 tháng 5 năm 1942; tử trận, được truy thăng Đại tá